# Rhagastis trilineata
Rhagastis trilineata is een vlinder uit de familie van de pijlstaarten (Sphingidae). De wetenschappelijke naam van de soort werd in 1921 gepubliceerd door Shonen Matsumura.